# Georg Herzig

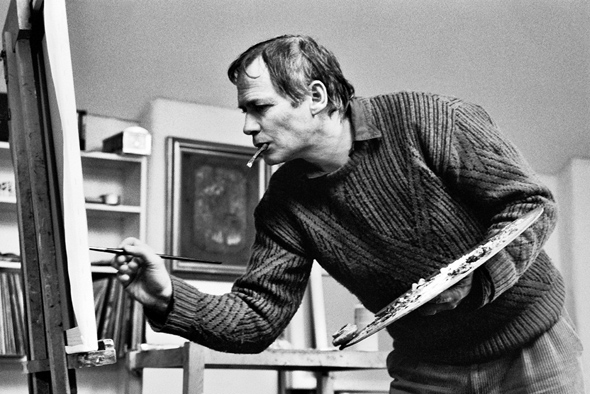
Georg Herzig in seinem Atelier

Georg Herzig (* 3. Juli 1941 in Metz; † 13. Juni 2008 in Bonn) war ein deutscher Maler.

## Leben
Über seine Jugend und schulische Ausbildung ist nichts bekannt. Er lernte bei Professor Loschwitz in Berlin die Malerei und ließ sich in altmeisterlichen Techniken und in der Restauration ausbilden. Er unternahm Bildungsreisen nach Indien, Afghanistan, Griechenland, Dänemark, Mexiko und die USA und ließ sich als freischaffender Künstler in der Provence, in der Nähe von Avignon, nieder. Dort arbeitete er zwölf Jahre. Zwischenzeitlich hielt er sich zwei Jahre bei den Tarahumara Indios in Mexiko auf. Anschließend kehrte er nach Deutschland zurück. Zuletzt hatte er sein Atelier in der Tapetenfabrik in Bonn-Beuel. Georg Herzig schuf abstrakte Bilder, Landschaften, Stillleben und Porträts.
Zudem wirkte er seit 1963 in mehreren Italowestern wie z. B. Oklahoma John – Der Sheriff von Rio Rojo als Darsteller mit. Er erzählte zu diesem Lebensabschnitt gerne, als »deutscher James Dean« bezeichnet worden zu sein. Der letzte Film, in dem er mitwirkte, unter anderem mit Marius Müller-Westernhagen und Dunja Rajter, war 1972 Die Nacht ist nicht alleine zum schlafen da unter der Regie von Gerhardt Schmidt. Hier spielte er Georg Herzig.
Herzig hatte eine Tochter.

## Ausgewählte Werke
- Spiegelung-Triptychon
- Spiegelung
- Am Teich
- Herbstgold
- Früh am Morgen
- Herbstanemonen
- Seerose